# Acujoši Furuta
Acujoši Furuta (japonsko 古田 篤良), japonski nogometaš, 27. oktober 1952.
Za japonsko reprezentanco je odigral 32 uradnih tekem.